# Eberhard Oertel
Eberhard Oertel (* 13. April 1937 in Magdeburg; † 30. Januar 2019 in Kiel) war ein deutscher Maler und Kunsterzieher. Er hatte sich vom neuen Realismus später einer rein abstrakten Malerei zugewandt. Beiden Epochen gemeinsam ist eine präzise Formdarstellung und Pinselführung mit fein abgestuften Farbübergängen sowie eine ambivalente Darstellung zwischen ansprechender Ästhetik und beklemmenden Inhalten.

## Leben

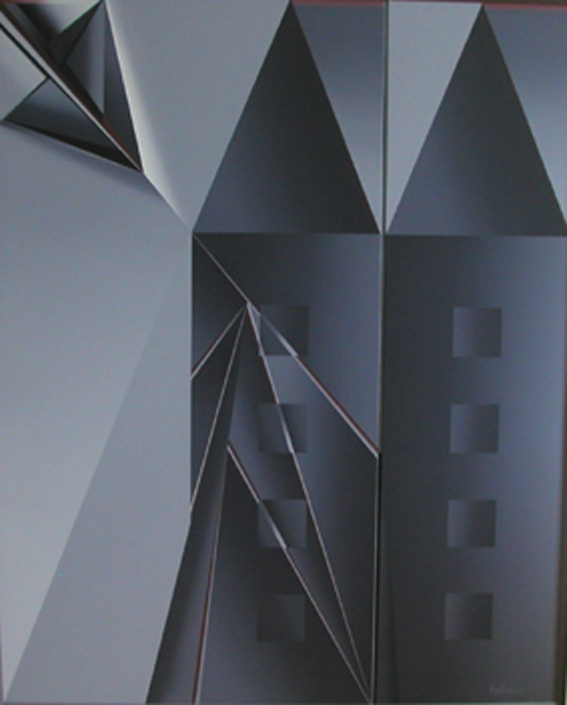
Zwillingstürme von Eberhard Oertel

Nach Schule und Abitur in Goslar studierte Oertel in Berlin an der Hochschule für bildende Künste. Nach einer Tätigkeit in Alzey nach dem ersten Staatsexamen kam er nach dem 2. Staatsexamen nach Kiel, wo er an der Max-Planck-Schule bis zur Pensionierung im Jahr 2001 unterrichtete. Ab 1973 war er hauptamtlich am IPTS (Landesinstitut Schleswig-Holstein für Praxis- und Theorie der Schule) als Studiendirektor tätig. Er hatte Lehraufträge an der PH Kiel und der Muthesius Kunsthochschule Kiel.
Seine Werke sind in einer Vielzahl von Sammlungen vertreten, darunter im Landtag Schleswig-Holstein, im Altonaer Museum, in der Kunsthalle zu Kiel und im Schleswig-Holsteinischen Landesmuseum Schloss Gottorf.